# Othala

Othala

Othala (ᛟ) ist die 24. und letzte Rune des älteren Futhark (die achte Rune im dritten Ætt) mit dem Lautwert „O“. Sie fehlt im altnordischen Runenalphabet.
Der rekonstruierte urgermanische Runenname geht auf *ōþalan (vgl. ahd. uodil) zurück. Er bedeutet vermutlich „Erbbesitz, Stammgut, in der Sippe erbliches Vermögen“ (vgl. Odal und Kleinod). Die Rune erscheint in den Runengedichten als altenglisch ēþel (mit der Bedeutung „Heimat“) bzw. gotisch utal.
Die Rune ist in Unicode mit U+16DF kodiert: ᛟ. (HTML: &#5855;).

## Name und Etymologie
Der urgermanische Stamm *ōþala- oder *ōþila- (Erbbesitz) ist eine Ablaut-Variante des Stammes *aþal-. Dieser besteht aus einer Wurzel *aþ und dem Suffix *-ala oder *-ila. Die zweite Suffix-Variante erklärt z. B. die Umlaut-Form ēþel.
Eine etymologische Verbindung von Odal zu Adel ist naheliegend, allerdings noch Gegenstand von Diskussionen. Dieser Begriff beinhaltet soziale Privilegierung durch eine Vorfahrenreihe, größeren Landbesitz und befestigte Plätze.
Germanisches *aþal‑ bedeutete in etwa „Abstammung, Herkunft, Art“, auch „Adeliger, Fürst“ (altenglisch atheling). Seine Etymologie ist nicht geklärt, jedoch könnte eine Nähe zu gotisch atta (Vater) bestehen (s. Koseform Attila), was letztlich zu einer Wurzel aus der Säuglingssprache führte.
Der Begriff *oþal (Althochdeutsch uodal) ist ein Grundwort in einigen germanischen oder deutschen Namen, besonders Ulrich und dessen Varianten. Der Stamm *aþal ist in gotischen Namen häufig: Athalarich, Ataulf etc. Vgl. auch Namen wie Adalbert, Edmund, Otto und andere.
Odal war verbunden mit dem Erbrecht im alten Skandinavien. Einiges aus diesem Erbrecht ist heute noch in Geltung und regelt z. B. Aspekte des Eigentums in Norwegen (das Åsetesrett, Stammsitz-Recht, und das Odelsrett (Allod-Recht)).

## Heraldik

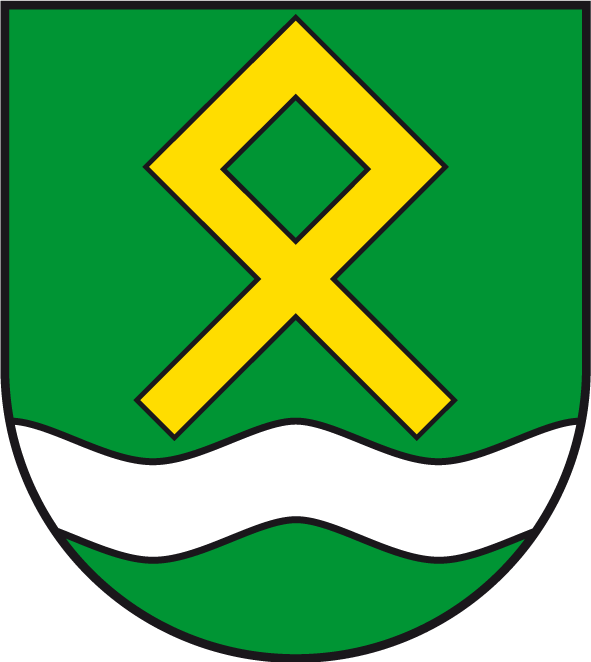
Wappen von Klein Oschersleben

Wappen von Osterndorf

In der Heraldik kommt die Othala-Rune in verschiedenen Ausformungen als sogenannte „Hausmarke“, eine gemeine Figur, vor. So ist die Othala-Rune in Wappen von Orten zu finden.

## Symbol des Nationalsozialismus

Odal-„Rune“ als Zeichen der 7. SS-Freiwilligen-Gebirgs-Division „Prinz Eugen“

### Zeit des Nationalsozialismus
Die neuere „Odal-Rune“ erscheint erstmals während der Zeit des Nationalsozialismus. Erstellt von dem Rasse- und Siedlungsamt, sollte die „Odal-Rune“ Symbol für die Förderung der Rassenhygiene, insbesondere der im Osten lebenden Volksdeutschen, angewandt werden. Sie wurde von der 7. SS-Freiwilligen-Gebirgs-Division „Prinz Eugen“, der Hitler-Jugend (HJ) und dem Rasse- und Siedlungshauptamt als Kennzeichen verwendet.

### Neonazismus

Flagge des südafrikanischen Afrikaner Studentebond

Die 1948 gegründete Studentenorganisation Afrikaner Studentebond, auch Afrikaanse Studentebond genannt, verwendete die Odal-Rune sowohl in der fiktiven Form nach Guido von List als auch in der herkömmlichen und ursprünglichen Form (ohne die „Füße“) ebenfalls für ihr Banner.
Im Jahr 1949 wurde in Tarmstedt die erste Landwirtschaftsausstellung eröffnet. In deren Eingangsbereich zum Dorf hin wurde ein Stein mit dem im Nationalsozialismus populären Sinnspruch „Ehret die Scholle, die uns ernähret“ errichtet. Unter dem Sinnspruch findet sich eine Odal-Rune in der „neuen Form“, wie sie auch durch SS-Divisionen und das Rasse- und Siedlungshauptamt verwendet wurde.
Die Odal-Rune war das Abzeichen der 1952 gegründeten Wiking-Jugend und der 1956 gegründeten Studentenorganisation Bund Nationaler Studenten (BNS). Der BNS wurde im Jahr 1961 und die Wiking-Jugend im Jahr 1994 gemäß § 3 Vereinsgesetz verboten. Das Verbot eines Vereins erstreckt sich auch auf die Verwendung seiner Symbole (§ 9 Vereinsgesetz).
Im Liederbuch der Wiking-Jugend war das Wandervogellied Hohe Tannen weisen die Sterne mit einer hinzugefügten weiteren Strophe mit rechtsradikalem Inhalt enthalten, in der die Rune angerufen wird:
Odalrune auf blutrotem Tuche,

Weh voran uns zum härtesten Streit.

Odalrune, dir Zeichen aller Freien,

Sei der Kampf unseres Lebens geweiht.
Das Lied Hohe Tannen weisen die Sterne war erstmals 1923 in dem Liederbuch Das junge Volk des Bundes der deutschen Ringpfadfinder veröffentlicht worden. Es befand sich 1934 in dem Hitlerjugend-Liederbuch Uns geht die Sonne nicht unter, allerdings ohne die Odalrunen-Strophe. In die Neuauflage ein Jahr später wurde das Lied nicht mehr aufgenommen. Der Vierzeiler über die Odalrune ist in keinem der in Online-Archiven zugänglichen Liederbücher aus der Zeit des Nationalsozialismus enthalten. Diese Strophe erschien erst nach dem Zweiten Weltkrieg in rechtsradikalen Liederbüchern.

Othala-Rune auf neuerer Flagge der National Socialist Movement

Die Odal-Rune ist bis heute ein verbreitetes Symbol in der Neonazi-Szene. Seit 2016 erscheint sie auf der Flagge des National Socialist Movement in den USA.